# مديرية كمران

تعديل مصدري - تعديل

مديرية كمران إحدى مديريات محافظة الحديدة في غرب اليمن. تقع في جزيرة كمران في البحر الأحمر. بلغ عدد سكانها 2465 نسمة عام 2004.

## التقسيم الإداري
| المدينة/العزلة | الحارة/القرية   | الذكور | الإناث | المجموع |
| -------------- | --------------- | ------ | ------ | ------- |
| كمران          | كمران           | 863    | 837    | 1,700   |
| عزلة كمران     | جزيرة جبل الطير | 2      | -      | 2       |
| عزلة كمران     | مكرم            | 395    | 342    | 737     |